# Сен-Жан-де-Безан
Сен-Жан-де-Беза́н (фр. Saint-Jean-des-Baisants) — колишній муніципалітет у Франції, у регіоні Нормандія, департамент Манш. Населення — 1218 осіб (2011).
Муніципалітет був розташований на відстані близько 250 км на захід від Парижа, 45 км на захід від Кана, 9 км на схід від Сен-Ло.

## Історія
До 2015 року муніципалітет перебував у складі регіону Нижня Нормандія. Від 1 січня 2016 року належав до нового об'єднаного регіону Нормандія.
1 січня 2016 року Сен-Жан-де-Безан, Нотр-Дам-д'Ель, Прекорбен, Русевіль i Відувіль було об'єднано в новий муніципалітет Сен-Жан-д'Ель.

## Демографія
Динаміка населення (Insee ):
Розподіл населення за віком та статтю (2006):
| Стать | Всього | До 15 років | 15-24 | 25-44 | 45-64 | 65-85 | Понад 85 |
| --- | ------ | ----------- | ----- | ----- | ----- | ----- | -------- |
| Чоловіки | 550    | 100         | 81    | 146   | 171   | 52    | 0        |
| Жінки | 570    | 118         | 64    | 142   | 146   | 92    | 8        |
| \| Статево-вікова піраміда \| Статево-вікова піраміда \| Статево-вікова піраміда \| \| ----------------------- \| ----------------------- \| ----------------------- \| \| Чоловіки \| Вік \| Жінки \| \| 0 \| 85 + \| 8 \| \| 4 \| 80-84 \| 12 \| \| 12 \| 75-79 \| 24 \| \| 32 \| 70-74 \| 32 \| \| 4 \| 65-69 \| 24 \| \| 20 \| 60-64 \| 24 \| \| 45 \| 55-59 \| 24 \| \| 57 \| 50-54 \| 53 \| \| 49 \| 45-49 \| 45 \| \| 61 \| 40-44 \| 53 \| \| 8 \| 35-39 \| 49 \| \| 53 \| 30-34 \| 36 \| \| 24 \| 25-29 \| 4 \| \| 32 \| 20-24 \| 36 \| \| 49 \| 15-20 \| 28 \| \| 36 \| 10-14 \| 41 \| \| 36 \| 5-9 \| 32 \| \| 28 \| 0-4 \| 45 \| |        |             |       |       |       |       |          |
| Статево-вікова піраміда |        |             |       |       |       |       |          |
| Чоловіки | Вік    | Жінки       |       |       |       |       |          |
| 0 | 85 +   | 8           |       |       |       |       |          |
| 4 | 80-84  | 12          |       |       |       |       |          |
| 12 | 75-79  | 24          |       |       |       |       |          |
| 32 | 70-74  | 32          |       |       |       |       |          |
| 4 | 65-69  | 24          |       |       |       |       |          |
| 20 | 60-64  | 24          |       |       |       |       |          |
| 45 | 55-59  | 24          |       |       |       |       |          |
| 57 | 50-54  | 53          |       |       |       |       |          |
| 49 | 45-49  | 45          |       |       |       |       |          |
| 61 | 40-44  | 53          |       |       |       |       |          |
| 8 | 35-39  | 49          |       |       |       |       |          |
| 53 | 30-34  | 36          |       |       |       |       |          |
| 24 | 25-29  | 4           |       |       |       |       |          |
| 32 | 20-24  | 36          |       |       |       |       |          |
| 49 | 15-20  | 28          |       |       |       |       |          |
| 36 | 10-14  | 41          |       |       |       |       |          |
| 36 | 5-9    | 32          |       |       |       |       |          |
| 28 | 0-4    | 45          |       |       |       |       |          |

## Економіка
2010 року серед 767 осіб працездатного віку (15—64 років) 591 була активною, 176 — неактивними (показник активності 77,1%, у 1999 році було 72,8%). З 591 активної мешканців працювала 561 особа (304 чоловіки та 257 жінок), безробітними було 30 (14 чоловіків та 16 жінок). Серед 176 неактивних 48 осіб було учнями чи студентами, 88 — пенсіонерами, 40 були неактивними з інших причин.

У 2010 році в муніципалітеті числилось 488 оподаткованих домогосподарств, у яких проживали 1216,5 особи, медіана доходів виносила 18 369 євро на одного особоспоживача